# Djigouéra (Kourouma)
Pour les articles homonymes, voir Djigouéra.
Ne doit pas être confondu avec Djigouéra (Djigouéra).
Djigouéra, également orthographié Digouéra, est une commune rurale située dans le département de Kourouma de la province de Kénédougou dans la région des Hauts-Bassins au Burkina Faso.

## Géographie
Djigouéra est située à environ 10 km au nord-est de Kourouma.

## Santé et éducation
Le centre de soins le plus proche de Djigouéra est le centre de santé et de promotion sociale (CSPS) de Kourouma.